# Golfo de Tomini

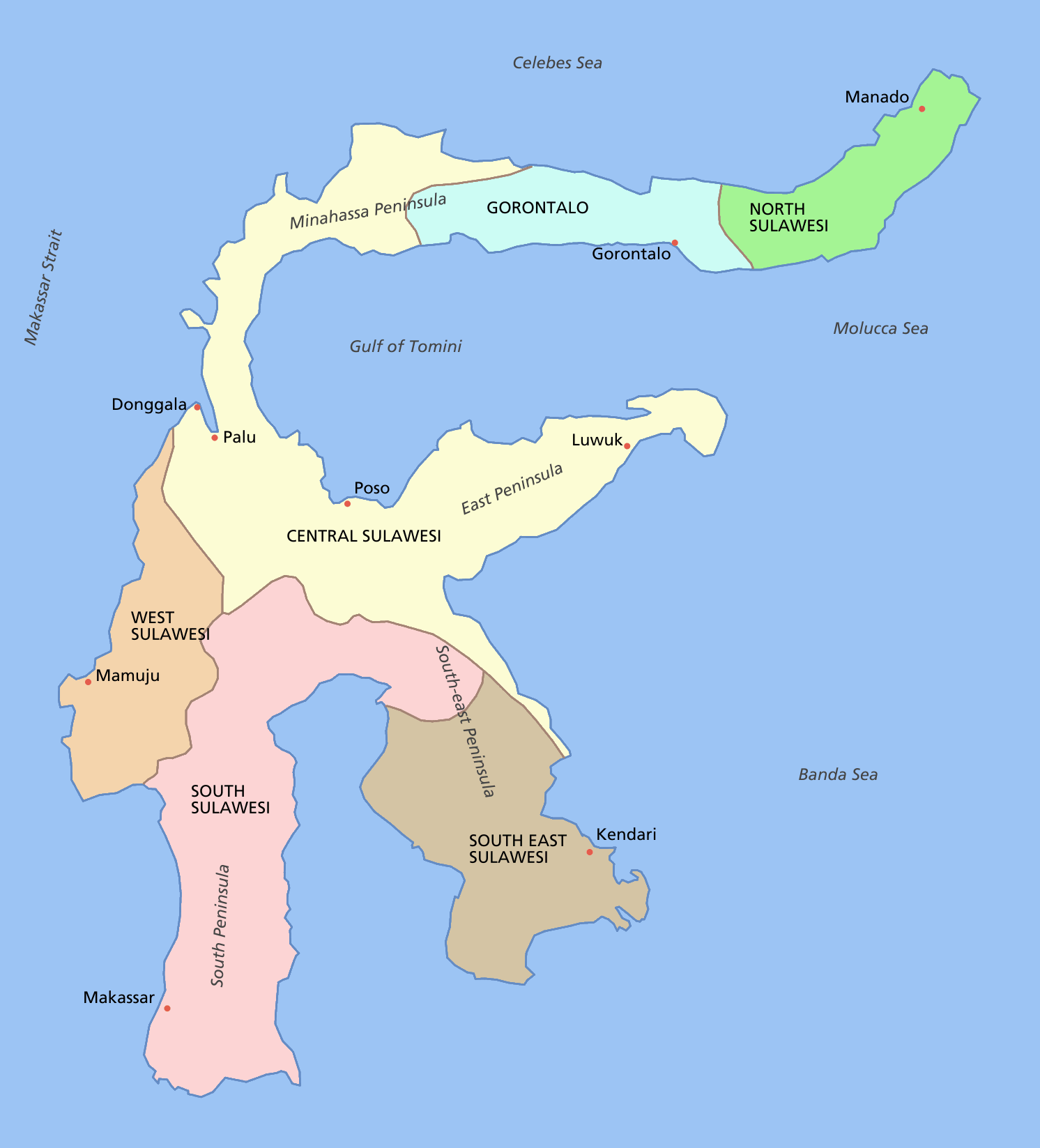
Golfo de Tomini fica na parte oriental da ilha Celebes, a sul da Península Minahassa e a norte da Península Oriental.

O Golfo de Tomini (em indonésio:  Teluk Tomini) é um golfo na parte oriental da ilha Celebes, a sul da Península Minahassa e a norte da Península Oriental. Abre a oriente ao Oceano Pacífico.
As Ilhas Togian ficam no centro do golfo.